# Адыгейский язык
Адыге́йский язы́к (также нижнечеркесский, западночеркесский, западноадыгский, самоназвание адыгабзэ /ˈaːdəɣa(ː)bza/) — язык адыгейцев, входящий в абхазо-адыгскую семью.
Адыгейский язык имеет четыре диалекта, наименования которых совпадают с наименованиями их носителей, а именно: абадзехский (на территории России в настоящее время почти вымер, но продолжает использоваться в адыгейской диаспоре), бжедугский, темиргоевский, шапсугский. В качестве литературного адыгейского языка был выбран темиргоевский диалект. Некоторые лингвисты склонны считать кабардино-черкесский и адыгейский языки диалектами общего адыгского языка.
Число говорящих на адыгейском языке в России — 86 151 человек (2020).

## Общие сведения
В России адыгейский язык распространён в Адыгее, а также Лазаревском и Туапсинском районах Краснодарского края. Кроме того, язык распространён в многочисленной адыгской диаспоре, проживающей в Турции, Сирии, Ливии, Египте, Иордании, а также в немногочисленных диаспорах в Израиле и других странах Ближнего Востока и Европы.
Нескольким известным лингвистам (Э. Форрер, Э. Ларош, И. М. Дунаевская и А. Камменхубер) удалось выяснить грамматическую структуру хаттского языка, и она, по их выражению, «являет черты разительного структурного сходства с западно-кавказскими языками (абхазо-адыгскими)», а лингвистические исследования Г. А. Меликишвили и Г. Г. Гиоргадзе также делают вероятным близкое родство хаттского с языком каски.
От близкородственного кабардино-черкесского адыгейский язык отличается лабиализованными аффрикатами дзу, цу, спирантами жъу, шъу, шӏу и смычным пӏу; а также формами наклонений, статичностью; наличием двух специфических категорий принадлежности (отторжимой/отчуждаемой и неотторжимой/неотчуждаемой); использованием суффикса отрицания -эп (в кабардино-черкесском это суффикс къым); показателя эргативно-косвенного падежа -щ в указательных местоимениях (в адыгейском — Ащ еупчІ и в кабардинском — Абы еупщІ «Его спроси»).
Для сравнения:
1. Цӏыфмэ ятхьамыкӏагъо ущдэхьащхы хъущтэп (в адыгейском), Цӏыхухэм я тхьэмыщкӏагъэм ущыдыхьэшх хъунукъым (в кабардинском языке) — «Над чужой бедой нельзя смеяться» (букв.: «Над бедой людей тебе смеяться нельзя»).
2. Бзылъфыгъэм джанэр егыкӏы (в адыгейском) и Бзылъхугъэм джанэр ежьыщІ (в кабардинском языке) «Женщина рубашку стирает»; Сэ осӏонэу сыфай — Сэ бжесӏэну сыхуейщ «Я тебе сказать хочу».

## Алфавит
Адыгейский алфавит и названия букв:
| А а а             | Б б бы       | В в вы             | Г г гы       | Гу гу гуы    | Гъ гъ гъы | Гъу гъу гъуы | Д д ды       |
| Дж дж джы         | Дз дз дзы    | Дзу дзу дзуы       | Е е йэ       | (Ё ё) йо     | Ж ж жы    | Жъ жъ жъы    | Жъу жъу жъуы |
| Жь жь жьы         | З з зы       | И и йы             | Й й йы кӏаку | К к* кы      | Ку ку куы | Къ къ къы    | Къу къу къуы |
| КІ кІ** кӏы       | Кӏу кӏу кӏуы | Л л лы             | Лъ лъ лъы    | ЛІ лІ лӏы    | М м мы    | Н н ны       | О о*** уэ    |
| П п пы            | ПІ пІ пӏы    | Пӏу пӏу пӏуы       | Р р ры       | С с сы       | Т т ты    | ТІ тІ тӏы    | Тӏу тӏу тӏуы |
| У у уы            | Ф ф фы       | Х х хы             | Хъ хъ хъы    | Хъу хъу хъуы | Хь хь хьы | Ц ц цы       | Цу цу цуы    |
| ЦІ цІ цӏы         | Ч ч чы       | ЧІ чІ чӏы          | Ш ш шы       | Шъ шъ шъы    | ШІ шІ шӏы | Шӏу шӏу шӏуы | Щ щ щы       |
| (Ъ ъ) пытэ тамыгь | Ы ы ы        | (Ь ь) шъэбэ тамыгь | Э э э        | (Ю ю) йыу    | (Я я) йа  | I Іы         | Іу Іыу       |

В адыгейском алфавите 64 буквы: 7 передают гласные звуки и 57 согласных. Буквы ё, к, ъ, ь, ю, я используются преимущественно в заимствованиях; «о» передает дифтонг уэ/эу, кІ>чІ. Ранее в алфавит входили буквы щІ, щӏу.
В адыгейском языке для обозначения на письме звуков (фонем) используются те же буквы, что и в русском языке. Кроме них, дополнительно введена в адыгейский алфавит буква I («палочка»).
Для обозначения специфических (гортанных, губных, смычных, щелевых, боковых) звуков используются комбинации с «у», «ь», «ъ», «I»: гу, гь, гьу, къ, къу, кІ, кӏу, жъ, жъу, шъ, шъу, шІ, шӏу и др. Эти буквосочетания обозначают один звук (фонему), как и в русском языке, скажем: ль, ть, сь.
В кабардинском языке и адыгейском жь и жъ произносится совершенно одинаково, но различается по написанию. В кабардинском языке вместо жъ пишут жь (жъы / жьы «старый»), вместо чІ — щІ (чӏыгу / щӏыгу «земля»), вместо шъ — щ (пшъашъэ / пщащэ «девочка»), вместо шъу — ф (шъузы / фыз «жена»; уцышъо / удзыфэ «зелёный»), вместо шІ — щІ (пшӏы / пщӏы «десять»), вместо ф — ху (фай / хуейщ «хотеть»), а вместо шӏу — фІ (шӏои / фӏей «грязный»).
| Кириллица | Международный Фонетический Алфавит | Произношение | Слова                     |
| --------- | ---------------------------------- | ------------ | ------------------------- |
| А а       | aː                                 |              | ачъэ, апчъы               |
| Б б       | b                                  |              | баджэ́, бэ                 |
| В в       | v                                  |              |                           |
| Г г       | ɣ                                  |              | гыны́, чъыгы               |
| Г г       | ɡ                                  |              | гыны́, чъыгы               |
| Гу гу     | ɡʷ                                 |              | гу, гущыӀ                 |
| Гъ гъ     | ʁ                                  |              | гъатхэ́, гъэмаф            |
| Гъу гъу   | ʁʷ                                 |              | гъунэ́гъу, гъунджэ         |
| Д д       | d                                  |              | дыджы́, дахэ               |
| Дж дж     | dʒ                                 |              | джан, лъэмыдж             |
| Дз дз     | dz                                 |              | дзыо, дзын                |
| Дзу дзу   | dzʷ                                |              | хьандзу, хьандзуачӀ       |
| Е е       | e ja aj                            |              | ешэн, еплъы́н              |
| (Ё ё)     | o jo                               |              | ёлк                       |
| Ж ж       | ʒ                                  |              | жэ, жакӀэ                 |
| Жъ жъ     | ʐ                                  |              | жъы, жъажъэ               |
| Жъу жъу   | ʐʷ                                 |              | жъун, жъуагъо             |
| Жь жь     | ʑ                                  |              | жьыбгъэ, жьау             |
| З з       | z                                  |              | занкӀэ, зандэ             |
| И и       | i ə jə                             |              | ихьан, икӀыпӀ             |
| Й й       | j                                  |              | йод, бай                  |
| К к       | k                                  |              | кнопк, ручк               |
| Ку ку     | kʷ                                 |              | кушъэ, ку                 |
| Къ къ     | q                                  |              | къалэ, къэкӀон            |
| Къу къу   | qʷ                                 |              | къухьэ, къушъхьэ          |
| КӀ кӀ     | kʼ kʼʲ tʃʼ                         |              | кӀымаф, кӀыхьэ (кӀ, шкӀэ) |
| КӀу кӀу   | kʷʼ                                |              | кӀун, кӀуакӀэ             |
| Л л       | l                                  |              | лы, кӀалэ                 |
| Л л       | ɮ                                  |              | блы, чылэ, мыл            |
| Лъ лъ     | ɬ                                  |              | лъэбэкъу, лъащэ           |
| ЛӀ лӀ     | ɬʼ                                 |              | лӀы, лӀыгъэ               |
| М м       | m                                  |              | мэзы́, мэлы                |
| Н н       | n                                  |              | нэ, ны                    |
| О о       | o w wa aw                          |              | мощ, коны (о, осы, ощхы)  |
| П п       | p                                  |              | пэ, сапэ                  |
| ПӀ пӀ     | pʼ                                 |              | пӀэ, пӀэшъхьагъ           |
| ПӀу пӀу   | pʷʼ                                |              | пӀун, пӀур                |
| Р р       | r                                  |              | рикӀэн, риӀон             |
| С с       | s                                  |              | сэ, сэшхо                 |
| Т т       | t                                  |              | тэтэ́жъ, тэ                |
| ТӀ тӀ     | tʼ                                 |              | тӀы, ятӀэ                 |
| ТӀу тӀу   | tʷʼ                                |              | тӀурыс, тӀурытӀу          |
| У у       | u w                                |              | ушхун, убэн               |
| Ф ф       | f                                  |              | фыжьы́, фэен               |
| Х х       | x                                  |              | хы, хасэ                  |
| Хъ хъ     | χ                                  |              | хъыен, пхъэн              |
| Хъу хъу   | χʷ                                 |              | хъун, хъурай              |
| Хь хь     | ħ                                  |              | хьэ, хьаку                |
| Ц ц       | ts                                 |              | цагэ, цы                  |
| Цу цу     | tsʷ                                |              | цуакъэ, цу                |
| ЦӀ цӀ     | tsʼ                                |              | цӀынэ, цӀыфы              |
| Ч ч       | tʃ kʲ                              |              | чэфы, чэты                |
| ЧӀ чӀ     | tʃʼ                                |              | чӀыпӀэ, чӀыфэ             |
| Чъ чъ     | tʂ                                 |              | чъыгай, чъыӀэ             |
| Ш ш       | ʃ                                  |              | шы, шыблэ                 |
| Шъ шъ     | ʂ                                  |              | пшъашъэ, шъабэ            |
| Шъу шъу   | ʂʷ                                 |              | шъугъуалэ, шъукъакӀу      |
| ШӀ шӀ     | ʃʼ                                 |              | шӀын, шӀэны́гъ             |
| ШӀу шӀу   | ʃʷʼ                                |              | шӀуцӀэ, шӀуфэс            |
| Щ щ       | ɕ                                  |              | щагу, щатэ                |
| (Ъ ъ)     | –                                  |              |                           |
| Ы ы       | ə                                  |              | ыкӀи, зы                  |
| (Ь ь)     | ʲ                                  |              |                           |
| Э э       | a                                  |              | этаж, нэнэжъ              |
| (Ю ю)     | u ju                               |              | Юсыф, Юныс                |
| Я я       | jaː                                |              | яй, ябгэ                  |
| Ӏ         | ʔ                                  |              | Ӏэ, кӀасэ                 |
| Ӏу        | ʔʷ                                 |              | ӀукӀэн, Ӏусын, Ӏудан      |

| Кириллица | Международный Фонетический Алфавит |
| --------- | ---------------------------------- |
| Гъу гъу   | ʁʷə                                |
| Гъо гъо   | ʁʷa                                |
| Жъу жъу   | ʐʷə                                |
| Жъо жъо   | ʐʷa                                |
| Ку ку     | kʷə                                |
| Ко ко     | kʷa                                |
| Къу къу   | qʷə                                |
| Къо къо   | qʷa                                |
| КӀу кӀу   | kʷʼə                               |
| КӀо кӀо   | kʷʼa                               |
| Шъу шъу   | ʂʷə                                |
| Шъо шъо   | ʂʷa                                |
| Ӏу        | ʔʷə                                |

### Диалектные буквы
| Кириллица | Международный фонетический алфавит | Произношение | Слова                  |
| --------- | ---------------------------------- | ------------ | ---------------------- |
| Гь гь     | ɡʲ                                 |              | гьанэ, гьэгун          |
| Кь кь     | kʲ                                 |              | кьэт, кьэхьы, жакьэ    |
| СӀ сӀ     | sʼ                                 |              | сӀэ, шӀусӀэ            |
| ФӀ фӀ     | fʼ                                 |              | фӀы, фӀыцӀэ            |
| Ху ху     | xʷ                                 |              | хуабэ, махо, хужьы     |
| Чу чу     | tʃʷ                                |              | чуакъо, чу             |
| ЩӀ щӀ     | ɕʼ                                 |              | щӀалэ                  |
| Ӏь        | h                                  |              | Ӏьыгь, Ӏьыдэдэм, дэӀьэ |

На адыгейском языке выходит газета «Адыгэ макъ» («Голос адыга»).

## Лингвистическая характеристика
Фонетика адыгейского языка отличается обилием согласных (в диалектах — до 67). Вокализм (как и в кабардино-черкесском) трёхчленный а — ы — э в отличие от абхазского и абазинского языков, где гласных в первичных корнях может быть лишь два: «а» и «ы». Из стяжения слогов образовались е (эй=йэ), и (ый=йы), о (уэ=эу). Имя в определённом склонении изменяется по четырём падежам — прямому, косвенному, творительному и превратительному, а в неопределённом — по двум, изредка трём. Глагол, как и во всех абхазо-адыгских языках, богат формами лиц, чисел, времён, наклонений, залогов. Имеется многоличное, т. н. полиперсонное спряжение, когда в спрягаемую форму глагола одновременно включаются два или несколько личных префиксов, показателей субъекта, прямого и косвенного объектов.
Адыгейский язык — полисинтетический. Ему свойственна многосоставность сказуемого, в состав которого могут входить личные префиксы, приставки места, направления и личного отношения, а иногда именные корни. Как и почти все северокавказские языки, адыгейский язык — эргативный: подлежащее при непереходном сказуемом и объект переходного глагола стоят в одном и том же падеже (в зависимости от традиции именуемом именительным, прямым или абсолютивным), агенс при переходном сказуемом стоит в эргативном, или косвенном падеже. Относительное определение стоит перед определяемым, а качественное — после определяемого. Обычный порядок слов в предложении: подлежащее, прямое дополнение, остальные члены, сказуемое.
В лексике современного адыгейского языка выделяются первичные корни типа открытого слога. Из сочетания их образуется большинство адыгейских слов.

### Числительные
| зы — «один»                     | тӏу — «два»                     |
| щы — «три»                      | плӏы — «четыре»                 |
| тфы — «пять»                    | хы — «шесть»                    |
| блы — «семь»                    | и — «восемь»                    |
| бгъу — «девять»                 | пшӏы — «десять»                 |
| пшӏыкӏузы — «одиннадцать»       | пшӏыкӏутӏу — «двенадцать»       |
| пшӏыкӏущы — «тринадцать»        | пшӏыкӏуплӏы — «четырнадцать»    |
| пшӏыкӏутф — «пятнадцать»        | пшӏыкӏухы — «шестнадцать»       |
| пшӏыкӏублы — «семнадцать»       | пшӏыкӏуи — «восемнадцать»       |
| пшӏыкӏубгъу — «девятнадцать»    | тӏокӏы — «двадцать»             |
| тӏокӏырэ зырэ — «двадцать один» | тӏокӏырэ тӏурэ — «двадцать два» |

| щэкӏы — «тридцать»                                               | тӏокӏитӏу — «сорок» (букв. «две двадцатки»)          |
| шъэныкъо — «пятьдесят» (букв. «половина ста»)                    | тӏокӏищ — «шестьдесят» (букв. «три двадцатки»)       |
| тӏокӏищырэ пшӏырэ — «семьдесят» (букв. «шестьдесят и десять»)    | тӏокӏиплІ — «восемьдесят» (букв. «четыре двадцатки») |
| тӏокӏиплӏырэ пшӏырэ — «девяносто» (букв. «восемьдесят и десять») | шъэ — «сто»                                          |
| минищ — «три тысячи»                                             | мин — «тысяча»                                       |
| шъитф — «пятьсот»                                                | шъиплІ — «четыреста»                                 |

При обозначении количества все количественные числительные кроме зы (один) ставятся после определяемого существительного: зы кӏалэ «один парень», кӏэлитӏу «два парня», мэфэ мин «тысяча дней». За исключением апэрэ («первый») образуются с помощью префикса я- и суффикса -нэрэ.
Разделительные числительные образуются посредством повторения числительного с использованием инфикса -ры: зырыз «по одному», тӏурытӏу «по два», щырыщ «по три», плӏырыплІ «по четыре», тфырытф «по пять» и т. д. В предложении: Еджакӏохэр экзаменым тӏурытӏоу чӏахьэщтыгъэх «Учащиеся заходили на экзамен по двое».
Дробные числительные образуются от количественных при помощи суффикса -(а)нэ: щы «три» — щанэ «одна треть», плӏы четыре — плӏанэ «одна четверть», хы «шесть» — ханэ «одна шестая» и т. д.

## Адыгейская Википедия
Существует раздел Википедии на адыгейском языке («Адыгейская Википедия»), первая правка в нём была сделана в 2018 году. По состоянию на 8:21 (UTC) 22 июля 2025 года раздел содержит 572 статьи (общее число страниц — 4459); в нём зарегистрировано 8875 участников, один из них имеет статус администратора; 15 участников совершили какие-либо действия за последние 30 дней; общее число правок за время существования раздела составляет 15 764.